# Phare de Portopí
Le Phare de Portopí ou Porto Pí, ou encore Torre de Señales de Portopí est un phare situé dans le quartier de Portopí dans la ville de Palma, au sud-ouest de l'île de Majorque, dans l'archipel des Îles Baléares (Espagne). Ce signal de navigation a commencé à fonctionner au début du XIVe siècle, il est le deuxième plus vieux phare d'Espagne après la Tour d'Hercule, à La Corogne et le troisième dans le monde, après celui de Gênes.[réf. nécessaire]
Il est géré par l'autorité portuaire des îles Baléares (Autoridad Portuaria de Baleares) basée au port d'Alcúdia.

## Histoire
Le phare est cité par un codicille du testament du roi Jacques II de Majorque daté du 12 septembre 1300, conservé à la Bibliothèque nationale de France (BNF) à Paris. Le phare d'origine était à la place du Fort de San Carlos. À cette époque, le phare était allumé tous les jours du 8 septembre jusqu'à la Pentecôte. Le phare était éclairé par de petites lampes logées dans un cadre de tôle à l'intérieur d'une lanterne, alimentées avec de l'huile.
En 1612 le fort de San Carlos a été construit. Il a nécessité de déplacer le phare à cause des ondes des coups de canon qui brisaient les vitres. La lumière a été déplacée en 1617 dans la tour du phare (Torre de Señales), construction du XVe siècle située dans le port, une tour octogonale. Sa fonction était d'annoncer le nombre et les types de navires entrant dans le port, d'abord au moyen d'un système de boules noires, puis avec des drapeaux. Il a été actif jusqu'en 1971. Puis le phare est resté allumé seulement de façon saisonnière, avec des lampes à huile.
Les premiers changements importants ont eu lieu au début du XIXe siècle. En 1807, un système optique rotatif avec des lampes et trois réflecteurs ont été installés pour lui donner le caractère d'un feu à occultations. En 1893 il est remplacé par un objectif catadioptrique à lentilles de Fresnel alimenté à l'huile minérale, puis à la paraffine. En 1918 le phare est électrifié.
En 1927, le phare est de nouveau équipé de réflecteurs à lentille catoptrique éclairés par des lampes électriques émettant deux flashs blancs toutes les quinze secondes.
En 1958, le nouveau port prévoit de transférer la lumière vers un nouvel emplacement sur le quai ouest. Ce changement a pris effet le 24 août 1972. L'autorité portuaire, défendant la valeur historique du monument, a ramené le feu à la tour en 1974.
La Torre de Señales a été déclaré comme monument historique espagnol et artistique le 14 août de 1983. Depuis 2004, dans une annexe du phare, sont exposés des équipements obsolètes de signaux maritimes collectés dans les phares des îles Baléares.
Identifiant : ARLHS : BAL-056 ; ES-34500 - Amirauté : E0318.8 - NGA : 44932 .
|        |
| Potopi |

|          |
| Le phare |